# Parafia św. Idziego w Ptkanowie
Parafia świętego Idziego w Ptkanowie – parafia rzymskokatolicka, znajdująca się w diecezji sandomierskiej, w dekanacie Opatów.

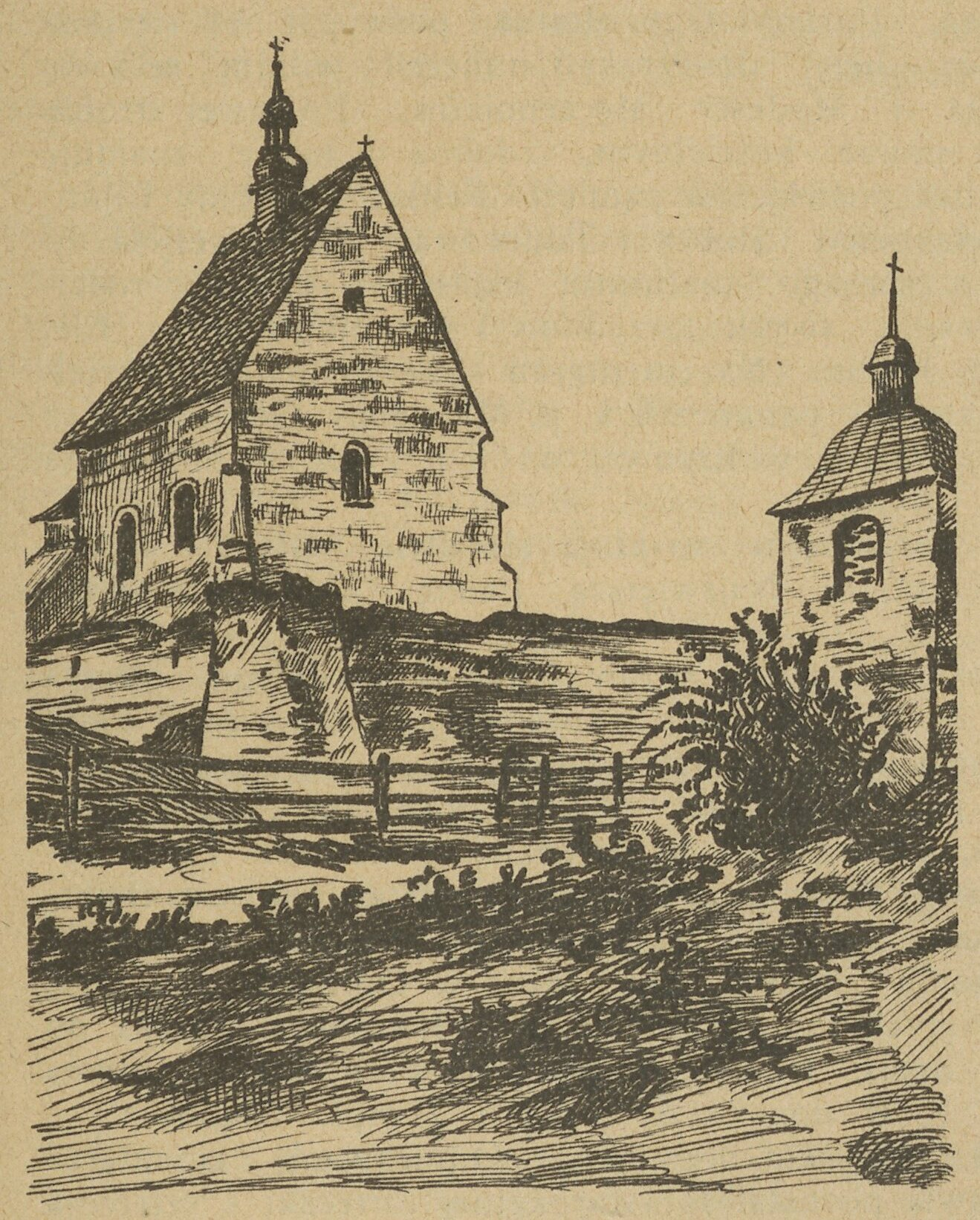
Kościół przed 1907